# Endless (альбом Фрэнка Оушена)
| Совокупная оценка    | Совокупная оценка |
| Источник             | Оценка            |
| -------------------- | ----------------- |
| AnyDecentMusic?      | 7.1/10            |
| Metacritic           | 74/100            |
| Оценки критиков      |                   |
| Источник             | Оценка            |
| AllMusic             | [ 3 ]             |
| The A.V. Club        | C+                |
| Consequence of Sound | B−                |
| The Guardian         | [ 6 ]             |
| Mojo                 | [ 7 ]             |
| Now                  | 3/5               |
| Pitchfork            | 7.5/10            |
| Q                    | [ 10 ]            |
| Spin                 | 6.6/10            |
| Uncut                | 8/10              |

Endless — видеоальбом американского R&B-певца, автора и рэпера Фрэнка Оушена, вышедший 19 августа 2016 года и только по стримингу через Apple Music.

## История
Альбом получил положительные отзывы музыкальной критики и интернет-изданий. Сайт Metacritic дал рейтинг в 73 баллов на основе 10 рецензий.

## Список композиций
| №                   | Название                         | Автор(ы)                                                                       | Длительность |
| ------------------- | -------------------------------- | ------------------------------------------------------------------------------ | ------------ |
| 1.                  | «Device Control»                 | Wolfgang Tillmans                                                              | 7:02         |
| 2.                  | «(At Your Best) You Are Love»    | Ernie Isley Marvin Isley Chris Jasper Rudolph Isley O'Kelly Isley Ronald Isley | 5:20         |
| 3.                  | «Alabama»                        | Christopher Francis Ocean                                                      | 1:26         |
| 4.                  | «Mine»                           | Ocean                                                                          | 0:30         |
| 5.                  | «U-N-I-T-Y»                      | Ocean                                                                          | 2:53         |
| 6.                  | «Ambience 001: In a Certain Way» |                                                                                | 0:11         |
| 7.                  | «Comme des Garçons»              | Ocean                                                                          | 0:58         |
| 8.                  | «Ambience 002: Honeybaby»        |                                                                                | 0:40         |
| 9.                  | «Wither»                         | Ocean                                                                          | 2:33         |
| 10.                 | «Hublots»                        | Ocean                                                                          | 1:17         |
| 11.                 | «In Here Somewhere»              | Ocean Troy Noka Joe Thornalley                                                 | 2:15         |
| 12.                 | «Slide on Me»                    | Ocean                                                                          | 3:08         |
| 13.                 | «Sideways»                       | Ocean                                                                          | 1:50         |
| 14.                 | «Florida»                        | Ocean                                                                          | 1:19         |
| 15.                 | «Deathwish (ASR)»                | Ocean Noka Thornalley                                                          | 1:53         |
| 16.                 | «Rushes»                         | Ocean                                                                          | 5:34         |
| 17.                 | «Rushes To»                      | Ocean Noka Thornalley Michael Uzowuru                                          | 3:42         |
| 18.                 | «Higgs»                          | Ocean                                                                          | 1:46         |
| Общая длительность: | Общая длительность:              | Общая длительность:                                                            | 44:17        |